# Sida regnellii
Sida regnellii là một loài thực vật có hoa trong họ Cẩm quỳ. Loài này được R.E. Fr. miêu tả khoa học đầu tiên.